# الديام (ملحان)

تعديل مصدري - تعديل

الديام هي إحدى قرى عزلة الشماسنة بمديرية ملحان التابعة لمحافظة المحويت، بلغ تعداد سكانها 1264 نسمة حسب تعداد اليمن لعام 2004.